# Neoempheria simplex
Neoempheria simplex är en tvåvingeart som beskrevs av Edwards 1940. Neoempheria simplex ingår i släktet Neoempheria och familjen svampmyggor. Inga underarter finns listade i Catalogue of Life.